# Абдул Маджид Мирза Эйн од-Довла
Абдул Маджид Мирза Эйн од-Довла (перс. عبدالحسین میرزا فرمانفرما‎, 30 марта 1845, Тегеран — 15 апреля 1927, там же) — иранский государственный деятель, премьер-министр (визирь) Ирана при Султан Ахмад-шахе (1904—1906, 1915 и 1917—1918).

## Биография
Родился в семье принца Султана Мухаммеда-мирзы.
В 1891 году по приказу Насреддин-шаха был назначен губернатором Тебриза.
В 1904—1906 годах находился на посту премьер-министра Персии. Чтобы собрать импортные пошлины на погашение займа, предоставленного шаху Российским государственным банком, он прибегнул к репрессиям против торговцев. Их демонстрации против его политики вызвали массовые протесты и призывам в обществе к введению конституции и парламентского представительства. В июле 1906 года он был вынужден уйти в отставку, а в августе того же года шах подписал указ о введении в Иране парламентской системы. 
В 1908 году в Тебризе началось восстание против власти шаха. Шах направляет к Тебризу 25-тысячный отряд под начальством Рахим-хана, который окружает город со всех сторон и отрезает его от подвоза продовольствия.
Министр иностранных дел России А.Извольский  поручил Саблину передать шаху «в категорической форме», что действия его войск подвергают опасности мирное население и иностранные консульства в Тебризе. Саблин должен был также обратить «самое серьёзное внимание» шаха на необходимость немедленно отдать Эйну од-Довлы приказание разрешить ввоз в город продовольствия. Извольский писал: «В то же время предупредите шаха, что, если командующий шахскими войсками не выполнит немедленно этого требования, мы будем вынуждены сразу же принять решительные меры для открытия с помощью вооружённой силы дороги для транспортировки пищи и для защиты иностранных подданных и учреждений в Тебризе, причём вся ответственность за последствия падёт на Эйна од-Довлы». Россия дала шаху двадцать четыре часа на принятие решения, но решительный тон саблинского демарша убедил Мохаммада Али дать согласие в тот же день. Он телеграфировал Эйну од-Довлы приказ о предоставлении перемирия и разрешение провезти в Тебриз определённое количество продовольствия. Не зная ещё о согласии шаха, русское правительство поручило кавказскому наместнику направить форсированным маршем достаточный отряд для защиты русских и иностранных учреждений и подданных. Ещё до того, как войска пересекли границу, Санкт-Петербург получил уведомление о том, что его требования выполнены. Наместник получил указания держать экспедиционный корпус в готовности на случай необходимости.
В то же время надменный губернатор Азербайджана Эйн од-Довлы в своём лагере под Тебризом утверждал, что не получил никакого приказа о снятии блокады. Сражение продолжалось, несмотря на совместные представления, сделанные русским и британским консулами А. Миллером и А. Вратиславом. Миллер сразу отправил запрос о присылке русских войск, чтобы открыть дорогу Джульфа – Тебриз. 22 апреля войска получили приказ выступить, и Извольский отправил своим представителям в Лондоне, Берлине, Париже и других столицах телеграмму, объясняющую мотивы вооружённого вмешательства России.
Тебриз был в агонии. Люди ели траву. Многие умерли от голода, и на каждой улице валялись жуткие трупы, почти обнажённые, в которых едва можно было узнать человеческие тела. Ещё несколько дней, и националисты были бы вынуждены сдаться Эйну од-Довлы, открыть ворота диким кочевникам бандита Рахим-хана. Шах умолял Россию остановить войска. Извольский ответил, что теперь, когда они уже выступили, их не остановишь. Но обещал, что войска не войдут в Тебриз, если к моменту их подхода к окраинам города шах, верный своему обещанию, объявит перемирие и снимет блокаду.
После низложения и бегства Мохаммада Али-шаха в Российскую империю в 1908 году непопулярному премьеру пришлось уйти из политической жизни страны.
Только с началом Первой мировой войны во время англо-российской оккупации Ирана с июля по август 1915 года, а затем с июня 1917 по май 1918 года он снова находился на посту премьер-министра. Иран стал одним из первых государств в мире, которое в декабре 1917 года признало новое советское правительство. Эйн-од-Довла воспользовался этим и аннулировал все договоры, заключённые с царским правительством, и предложил новому руководству России переформатировать отношения двух стран.
Похоронен в г. Куме.